# 鄧弗姆林
鄧弗姆林（英語： /dʌnˈfɜːrmlɪn/ ⓘ）或譯鄧弗姆林、丹弗姆林，是蘇格蘭法夫郡的一個城市，靠近福斯灣。2011年人口普查時當地有49,706人，目前（2022年）人口大概有58,508人，是法夫第二大聚居地。
該地區在新石器時代就有人類居住了，但直到青銅時代為止都並沒有任何重要性。信史中，鄧弗姆林首次出現於11世紀，當時馬爾科姆三世和聖瑪格麗特於鄧弗姆林一座教堂結婚。瑪格麗特在此建起了一座供奉圣三一的教堂，即後來的鄧弗姆林修道院，這座修道院也是蘇格蘭歷代君主和王后的陵墓。修道院周围便是邓弗姆林城堡遗迹，由于该城市曾为苏格兰王国的国都，曾有多位苏格兰君主曾在此居住过，后来成为整个联合王国君主的查尔斯一世也是在此地出生的。
邓弗姆林在2022年英女王伊丽莎白二世的铂禧庆祝活动期间获得城市地位，成为苏格兰国内的第8座城市，并于同年10月在查尔斯三世统治期间正式获得该地位。鄧弗姆林是西法夫的主要服務中心，有許多休閒、零售設施，而這一地區也主要以服務業為主，當地最大的僱主是英國天空。法夫學院在此地有一個校區。

## 友好城市
- 法國 维希

## 外部連結
- Visit Dunfermline - the official, trademarked tourism portal for Dunfermline
- Dunfermline Photo Gallery – Dunfermline Photo Gallery
- Dunfermline Music Scene Website, dedicated to Dunfermline Music （页面存档备份，存于）
- Dunfermline Website
- The Annals of Dunfermline 1096–1745 （页面存档备份，存于）
- Dunfermline Guide website- a guide to Dunfermline
- Dunfermline online website （页面存档备份，存于） – Dunfermline on the web since 1996
- Early Carnegie Libraries （页面存档备份，存于） – featuring the world's first Carnegie Library in Dunfermline
- National Library of Scotland: Scottish Screen Archive （页面存档备份，存于） (selection of archive films about Dunfermline)
- Engraving of Dunfermline in 1693 （页面存档备份，存于） by John Slezer at National Library of Scotland